# Turate
Turate ist eine norditalienische Gemeinde (comune) in der Provinz Como in der Lombardei. 

## Lage und Einwohner
Die Gemeinde liegt etwa 19 Kilometer südsüdwestlich von der Provinzhauptstadt Como und etwa 24 Kilometer nordwestlich von Mailand. Turate grenzt unmittelbar an die Provinz Varese und hat 9809 Einwohner (Stand 31. Dezember 2023).
Die Nachbargemeinden sind Cirimido, Cislago (VA), Fenegrò, Gerenzano (VA), Limido Comasco, Lomazzo und Rovello Porro.

### Verkehrsanbindung
Turate liegt an der Autostrada A 9, die nach Como und weiter in das Tessin in die Schweiz führt. Ein Autobahnanschluss besteht. Durch die Gemeinde führt ebenfalls die ehemalige Staatsstraße 233 in nordwestlicher Richtung nach Varese. An der Bahnstrecke Saronno–Laveno besteht der Bahnhof Gerenzano-Turate, der sich aber auf dem Gebiet der Nachbargemeinde Gerenzano befindet.

## Geschichte
712 wird Turate erstmals als Thurao erwähnt. Die Gemeinde liegt im Siedlungsgebiet der Insubrer und der Langobarden.

## Sehenswürdigkeiten
- Pfarrkirche Santi Pietro e Paolo (17. Jahrhundert)[2]
- Wallfahrtskirche Madonna di Campagna (14. Jahrhundert)[3]
- Palazzo Ala Ponzone (17. Jahrhundert)[4]

## Sport
- Basket 2000 Turate
- Società Calcistica Insubria Caronnese Turate

## Söhne und Töchter der Stadt
- Mario Bianchi (1905–1973), Radrennfahrer
- Damiano Giulio Guzzetti (* 1959), Bischof von Moroto (Kenia)
- Giuseppe Guzzetti (* 27. Mai 1934 in Turate), Bankier, Politiker und Rechtsanwalt
- Alex Wyse (* 16. Juni 2000 in Turate), Popsänger